# Passy (Saona y Loira)
Passy es una comuna francesa situada en el departamento de Saona y Loira, en la región Borgoña-Franco Condado.

## Demografía
| 211 | 234 | 197 | 267 | 253 | 261 | 261 | 256 | 273 | 245 | 262 | 248 | 242 | 247 | 235 | 238 | 232 | 206 | 208 | 186 | 162 | 171 | 164 | 161 | 122 | 116 | 110 | 98 | 85 | 87 | 68 | 74 | 68 | 64 |
| Para los censos de 1962 a 1999 la población legal corresponde a la población sin duplicidades (Fuente: INSEE [Consultar]) |     |     |     |     |     |     |     |     |     |     |     |     |     |     |     |     |     |     |     |     |     |     |     |     |     |     |    |    |    |    |    |    |    |